# Ommatius scopifer
Ommatius scopifer är en tvåvingeart som beskrevs av Ignaz Rudolph Schiner 1868. Ommatius scopifer ingår i släktet Ommatius och familjen rovflugor.
Artens utbredningsområde är Colombia. Inga underarter finns listade i Catalogue of Life.